# Nabihah Iqbal
Nabihah Iqbal (ur. 22 kwietnia 1988 w Londynie) – brytyjska wokalistka, kompozytorka, autorka tekstów, producentka, etnomuzykolożka, prezenterka radiowa i publicystka pochodzenia pakistańskiego
Ukończyła studia licencjackie z zakresu historii i orientalistyki na London’s School of Oriental and African Studies (Londyńskiej Szkole Studiów Wschodnich i Afrykańskich, SOAS) oraz studia magisterskie z historii Afryki na Uniwersytecie Cambridge. W okresie studiów w SOAS uczyła się gry na sitarze. Po studiach pracowała w Londynie jako prawniczka specjalizująca się w prawach człowieka. W latach 2013–2017 publikowała muzykę elektroniczną pod pseudonimem Throwing Shade. Jako chórzystka współpracowała z Sophie, m.in. przy utworze Lemonade. W 2017 pod własnym nazwiskiem wydała nakładem Ninja Tune debiutancki album Weighing of the Heart, zawierający kompozycje o brzmieniu opartym na brzmieniu gitar i partie wokalne inspirowane stylem shoegaze.
Od 2017 prowadzi audycje na temat muzyki różnych regionów świata w NTS Radio. W latach 2018–2019 prowadziła również cotygodniowy program muzyczny w BBC Asian Network. Gościnnie występowała jako autorka programów w BBC Radio 1 i BBC Radio 6 Music. Jest autorką artykułów w magazynach Vice i Dazed. Tworzyła oprawę muzyczną dla wystaw Wolfganga Tillmansa w Tate Modern, Jean-Michel Basquiata w Barbican Centre, Jamesa Richardsa w Tate Britain i Zhang Dinga. Prowadziła prelekcje na temat muzyki m.in. podczas Londyńskiego Festiwalu Filmów Dokumentalnych i w Royal College of Art.
Trwającą dwa lata pracę nagraniem drugiego albumu przerwało włamanie do jej studia w 2020. Artystka rozpoczęła nagrania od nowa, zaś nieskradzione fragmenty pierwotnego materiału opublikowała w serwisie Bandcamp pt. Blue Magic Gentle Magic (lost songs).
Posiada czarny pas w karate.

## Dyskografia
Albumy studyjne
- 2017: Weighing of the Heart
- 2020: Blue Magic Gentle Magic (lost songs)

EP
- 2014: 19 Jewels (jako Throwing Shade)
- 2015: Fate Xclusive (jako Throwing Shade)
- 2015: House Of Silk (jako Throwing Shade)

Single
- 2013 Mystic Places / Lights (jako Throwing Shade)
- 2014 Chancer (jako Throwing Shade)
- 2017 Something More
- 2017 Eternal Passion / Zone 1 To 6000
- 2020 Is This Where It Ends